# Wybudowanie pod Kosobudy
Wybudowanie pod Kosobudy – część wsi Malachin w Polsce, położona w województwie pomorskim, w powiecie chojnickim, w gminie Czersk.
W latach 1975–1998 miejscowość administracyjnie należała do województwa bydgoskiego.